# فرانتس گرنت
فرانتس گرنت (به فرانسوی: Frantz Grenet) تولد در ۶ نوامبر ۱۹۵۲ در گروشه-لو-والاس (بخش سن-ماریتیم)، تاریخ‌نگار، باستان‌شناس و شرق‌شناس فرانسوی است. مدیر مطالعات مدرسه عملی پژوهش‌های عالی، وی از سال ۲۰۱۳ در کرسی «تاریخ و فرهنگ‌های آسیای مرکزی پیش از اسلام» استاد دانشگاه کالج فرانسه بوده‌است. فرانتس گرنت دانشجوی سابق دانشسرای عالی فرانسه (مدرسه نرمال) است. در سال ۱۹۷۵ در رشته تاریخ از آنجا فارغ‌التحصیل شد. او در دهه ۱۹۷۰، به عنوان مقیم و سپس معاون هیئت باستان‌شناسی فرانسه در افغانستان (دافا)، در کاوش‌های انجام شده در شهر هلنیستی آی‌خانم، در شمال شرق افغانستان، در استان کندوز نزدیک مرز تاجیکستان شرکت کرد.
در سال ۱۹۸۱، او از پایان‌نامه کارشناسی ارشد خود در باستان‌شناسی در دانشگاه پاریس-۱ پانتئون سوربن، زیر نظر ژان ماری دنتزر دفاع کرد. این عنوان «روش‌های تدفین در آسیای مرکزی یکجانشین از تسخیر یونان تا اسلامی شدن» است و توسط Éditions du CNRS در سال ۱۹۸۴ منتشر شد.
او در سال ۱۹۸۱ به عنوان محقق در مرکز ملی پژوهش‌های علمی فرانسه CNRS استخدام شد و در سال ۱۹۹۴ در این مؤسسه موفق شد با پل برنارد (باستان‌شناس) در راس تیم «هلنیسم و تمدن‌های شرقی» فعالیت کند. گرُنه همچنین در جلد سوم کتاب مشهورِ تاریخِ کیش زردشت اثر مری بویس، با او همکاری داشته‌است.
از سال ۱۹۸۹ تا ۲۰۱۴، سپس از سال ۲۰۲۱، او مأموریت باستان‌شناسی فرانسوی-ازبکی سغد را هدایت کرد که عمدتاً در محوطه سمرقند باستانی کاوش می‌کند. او همچنین متونی را به زبان سغدی، زبان این کشور در دوران پیش از اسلام، ویرایش کرده‌است. او از سال ۱۹۹۹ تا ۲۰۱۴ استاد مدرسه عملی پژوهش‌های عالی (در بخش دینی پژوهی، کرسی «ادیان جهان ایران باستان») بود. از سال ۲۰۱۳ به کالج فرانسه نقل مکان کرده‌است. وی در سال ۱۳۹۷ شهروند افتخاری شهر سمرقند شد.
فرانتس گرنت در مورد باستان‌شناسی در مناطق درگیری، پروژه ابتکار کمربند و جاده و تاریخ دین زرتشتی مرجع قرار می‌گیرد.